# مارك ويست (كرة سلة)
مارك ويست (بالإنجليزية: Mark West)‏ مواليد 5 نوفمبر 1960 في بطرسبرغ، هو لاعب كرة سلة أمريكي سابق تحول إلى التدريب بعد الاعتزال بدأ مسيرته الاحترافية في سنة 1983 يدرب فريق فينيكس صنز في الرابطة الوطنية لكرة السلة. يبلغ طوله 6 قدم 10 بوصة (2.1 م). مثّل منتخب بلاده. اعتزل اللعب في 2000.

## فرق لعب لها
- دالاس مافيريكس
- ميلووكي باكز
- كليفلاند كافالييرز
- فينيكس صنز
- ديترويت بيستونز
- إنديانا بايسرز
- أتلانتا هوكس

## الميداليات
| الميدالية | المسابقة                         |
| --------- | -------------------------------- |
| فضية      | بطولة كأس العالم لكرة السلة 1982 |

## روابط خارجية
- مارك ويست على موقع الاتحاد الدولي لكرة السلة (الإنجليزية)
- مارك ويست على موقع إن بي أي (الإنجليزية)
- مارك ويست على موقع سبورتس رفرنس (الإنجليزية)
- مارك ويست على موقع كرة السلة الأوروبية.كوم (الإنجليزية)
- مارك ويست على موقع كلية كرة السلة في سبورتس رفرنس.كوم (الإنجليزية)
- مارك ويست على موقع ريلجم (الإنجليزية)
- مارك ويست على موقع بروبوليرز (الإنجليزية)
- مارك ويست على موقع سبورتس رفرنس (الإنجليزية)
- مارك ويست على موقع قاعة فرجينيا للمشاهير الرياضية (الإنجليزية)